# Łukasz Grudysz
Łukasz Grudysz (ur. 11 lipca 1984 w Krośnie) – poligraf, podróżnik, kulturoznawca, polski artysta fotograf. Członek Fotoklubu Regionalnego Centrum Kultur Pogranicza w Krośnie. Prezes Fundacji im. Jana Grudysza.

## Życiorys
Łukasz Grudysz mieszka i pracuje w Krośnie, jest absolwentem Państwowej Wyższej Szkoły Zawodowej im. Jana Grodka w Sanoku. Od lat najmłodszych związany z fotografią i filmem – jest entuzjastą kultury karpackiej i kultury bałkańskiej. Jest podróżnikiem – uczestnikiem i dokumentalistą wielu wypraw do wielu krajów Europy, Bliskiego Wschodu i świata (m.in. Chin, Iraku, Kazachstanu, Kirgistanu, Mongolii, Tadżykistanu, Uzbekistanu). Pokłosiem uczestnictwa Łukasza Grudysza w licznych wyprawach jest wiele (późniejszych) opracowań multimedialnych z podróży, dokumentalnych realizacji filmowych oraz wiele zrobionych zdjęć (cykli fotograficznych). 
Łukasz Grudysz jest autorem i współautorem wielu wystaw fotograficznych; indywidualnych i zbiorowych – w Polsce i za granicą; poplenerowych, pokonkursowych; krajowych i międzynarodowych. Bierze aktywny udział  w Międzynarodowych Salonach Fotograficznych, (m.in.) organizowanych pod patronatem Międzynarodowej Federacji Sztuki Fotograficznej FIAP, zdobywając medale, nagrody, wyróżnienia, dyplomy, listy gratulacyjne. W ramach aktywnej działalności w Fotoklubie Regionalnego Centrum Kultur Pogranicza w Krośnie – co roku (z powodzeniem) prezentuje swoje fotografie na ekspozycjach Podkarpackich Konfrontacji Fotograficznych. Uczestniczy w licznych spotkaniach, prelekcjach, warsztatach – prezentując (m.in.) fotografie z podróży. Uczestniczy w pracach, posiedzeniach jury w konkursach fotograficznych. 
W 2014 roku został przyjęty w poczet członków rzeczywistych Fotoklubu Rzeczypospolitej Polskiej Stowarzyszenia Twórców. Decyzją Komisji Kwalifikacji Zawodowych Fotoklubu RP, otrzymał dyplom potwierdzający kwalifikacje do wykonywania zawodu artysty fotografa, fotografika (legitymacja nr 374). W 2015 roku został współzałożycielem (wspólnie ze swoimi braćmi Piotrem i Pawłem) i prezesem Fundacji im. Jana Grudysza, fundacji propagującej fotograficzny, filmowy i dokumentalny dorobek ich ojca – Jana Grudysza. 
Prace Łukasza Grudysza zaprezentowano w Almanachu (1995–2017), wydanym przez Fotoklub Rzeczypospolitej Polskiej Stowarzyszenie Twórców. W 2018 roku został uhonorowany Medalem „Za Zasługi dla Fotografii Polskiej” – odznaczeniem przyznawanym przez Kapitułę Fotoklubu Rzeczypospolitej Polskiej Stowarzyszenia Twórców – w 100. rocznicę odzyskania przez Polskę niepodległości. W 2021 usunięty z listy członków Fotoklubu RP, wskutek niewywiązywania się z obowiązków statutowych członków stowarzyszenia.

## Odznaczenia
- Medal „Za Zasługi dla Fotografii Polskiej” (2018)[25]

## Publikacje (albumy)
- Hucuły. Konie Karpat Wschodnich (Krosno 2016)[26]